# Johnny Depp
John Christopher »Johnny« Depp II, ameriški filmski in televizijski igralec scenarist, režiser, producent ter glasbenik, * 9. junij 1963, Owensboro, Kentucky, Združene države Amerike.
Johnny Depp je v svoji karieri že prejel zlati globus in nagrado Screen Actors Guild Award v kategoriji za »najboljšega igralca«. Zaslovel je v osemdesetih s televizijsko serijo 21 Jump Street, s katero je postal najstniški idol. Ko se je osredotočil na snemanje filmov, se je pojavil v filmu Edward Škarjeroki (1990), kasneje pa zaigral v finančno uspešnih filmih Brezglavi jezdec (1999), Pirati s Karibov: Prekletstvo črnega bisera (2003), Čarli in tovarna čokolade (2005) in Rango (2011). V sedmih filmih je sodeloval z režiserjem Timom Burtonom, med drugim tudi pri snemanju filmov Sweeney Todd: Hudičev brivec (2007) in Alica v čudežni deželi (2010).
Johnny Depp je postal prepoznaven po svojih upodobitvah ljudi, kot so Edward D. Wood, ml. v filmu Ed Wood (1994), Joseph D. Pistone v filmu Donnie Brasco (1997), Hunter S. Thompson v filmu Fear and Loathing in Las Vegas (1998), George Jung v filmu Snif (2001) in bančni ropar John Dillinger v filmu Michaela Manna, Državni sovražniki (2009). Filmi, ki jih je posnel, so vsega skupaj zaslužili 2,6 milijarde $ samo v Združenih državah Amerike in 6 milijard $ po svetu. Večkrat je bil nominiran za najpomembnejše nagrade na svetu in prejel zlati globus za film Sweeney Todd: Hudičev brivec ter nagrado Screen Actors Guild Award za film Pirati s Karibov: Prekletstvo črnega bisera v kategoriji za »najboljšega igralca«.

## Mladost

### Otroštvo
John Christopher »Johnny« Depp II se je rodil v Owensboru, Kentucky, Združene države Amerike kot sin Johna Christopherja Deppa st., civilnega inženirja, in njegove bivše žene Betty Sue Wells, natakarice. Ima enega brata, Daniela, ki je danes po poklicu romanopisec ter dve sestri, Christie (danes je slednja zaposlena kot njegova osebna menedžerka) in Debbie. Njegova starša sta se ločila, ko je bil v najstniških letih, njegova mama pa se je kasneje ponovno poročila z Robertom Palmerjem (umrl je leta 2000), ki ga je Johnny Depp označil kot »mojo inspiracijo«. Družina Depp se je v Združenih državah Amerike pričela s priselitvijo Francoza po imenu Pierre Deppe ali Dieppe, ki se je naselil v Virginiji okoli leta 1700, takrat dela begunskih kolonij, ki so se nahajale zraven slapa reke James. Igralec domneva tudi, da so njegovi predniki ameriški staroselci - v intervjuju leta 2011 je namreč povedal: »Najbrž je [v meni] tudi malce staroselske krvi. Moja prababica je izgledala kot staroselka, odrasla je kot indijanka plemena Cherokee ali morda Creek. Ker prihajam iz Kentuckyja, bi bilo logično, da sem potomec indijancev plemenov Cherokee ali Creek.«
Družina se je v njegovem otroštvu večkrat preselila, s svojim bratom in sestrama pa je živel na skoraj dvajsetih različnih lokacijah, dokler se niso leta 1970 končno ustalili v Miramarju, Florida. Leta 1978 so se njegovi starši ločili. Johnny Depp je bil že kot otrok zaradi stresa pri soočanju s težavami njegove družine nagnjen k samopoškodovanju. V intervjuju leta 1993 je svoje samopoškodovanje razložil z besedami: »Moje telo je na nek način dnevnik. To so včasih počeli mornarji, vsak njihov tatu je nekaj pomenil, nek določen čas v tvojem življenju, ko se zaznamuješ, naj bo to z nožem ali s poklicnim tetovatorjem.«

### Osemdeseta
Ko mu je mama pri dvanajstih podarila kitaro, je Johnny Depp začel igrati v različnih garažnih glasbenih skupinah. Svoj prvi band je ustanovil svojemu dekletu, Meredith, na čast. Leto dni po ločitvi njegovih staršev je Johnny Depp prenehal hoditi v srednjo šolo in si želel postati rock glasbenik. Kot je povedal v oddaji Inside the Actors Studio, je nameraval oditi nazaj v šolo po dveh tednih, vendar mu je ravnatelj naročil, naj sledi svojim sanjam in postane glasbenik. Nekaj časa je igral za skupino The Kids, ki je uživala v skromnem lokalnem uspehu. Glasbena skupina The Kids se je skupaj odpravila v Los Angeles, Kalifornija, kjer so nameravali podpisati pogodbo s katero izmed glasbenih založb. Svoje ime so spremenili v Six Gun Method, vendar so se kasneje razšli. Johnny Depp se je pridružil glasbeni skupini Rock City Angels in zanje napisal pesem »Mary«, ki je bila vključena na njihov debitantski album, Young Man's Blues, izdan preko založbe Geffen Records.
24. decembra 1983 se je Johnny Depp poročil z Lori Anne Allison, maskerko in sestro basista ter pevca njegove glasbene skupine. V času njunega zakona je njegova žena delala kot maskerka, on pa je opravljal številna čudaška dela, med drugim je delal kot telemarketer za nalivna peresa. Njegova žena ga je predstavila igralcu Nicolasu Cageu, ki mu je svetoval, naj prične z igralsko kariero. Ločila sta se leta 1985. Kasneje je Johnny Depp hodil in se zaročil s Sherilyn Fenn (spoznala sta se leta 1985 na snemanju kratkega filma Dummies).

## Kariera

### Začetek in21 Jump Street(1984–1992)
Johnny Depp je pozornost prvič pritegnil leta 1984 s svojim debitantskim filmom, A Nightmare on Elm Street, kjer je igral fanta glavne junakinje in eno izmed žrtev Freddyja Kruegerja. Leta 1985 je Johnny Depp skupaj s svojim dekletom, Sherilyn Fenn, odšel na avdicijo za danes klasični dramski film Trashin' (1986), kjer sta oba dobila vlogo. Režiser ga je izbral za glavnega igralca v filmu in to bi bila njegova prva večja vloga, če ne bi producenti takoj zavrnili njegove odločitve. Nazadnje v filmu ni zaigral.
Johnny Depp je imel tudi glavno vlogo v Foxovi televizijski seriji 21 Jump Street, ki se je premierno predvajala leta 1987. Vlogo je sprejel šele, ko je izvedel, da pri projektu sodeluje tudi igralec Frederic Forrest, eden izmed igralcev, ki so nanj najbolj vplivali. Igralski zasedbi serije se je pridružil tudi njegov dolgoletni prijatelj, Sal Jenco, ki je v seriji igral hišnika po imenu Blowfish. Ob uspehu serije je Johnny Depp konec osemdesetih postal najstniški idol. Sam je o svojem položaju menil, da so ga »prisilili v vlogo produkta.« Odločil se je, da bo igral samo v filmih, ki bodo dobri zanj.
Johnny Depp je dobil sekundarno vlogo v vietnamsko govorečem filmu Oliverja Stonea, Vod smrti (1986). Leta 1990 je poleg Winone Ryder, kasneje svojega dekleta, in Vincenta Pricea prevzel vlogo čudaškega glavnega lika v filmu Tima Burtona, Edward Škarjeroki, za katerega je bil nominiran za svoj prvi zlati globus. Kasneje je o tem filmu Johnny Depp dejal, da je odražal nesposobnost kominiciranja Tima Burtona v njegovih najstniških letih. Z uspehom filma se je pričelo njegovo dolgoletno sodelovanje s Timom Burtonom; skupaj sta v naslednjih letih posnela še šest drugih filmov. V tistem obdobju se je pojavil tudi v filmih Zasebno letovišče (1985), Cry-Baby in Mora v ulici Brestov 6: Freddy je mrtev (1991) ter v televizijskih serijah Lady Blue (1985), Slow Burn (1986) in Hotel (1987).

### Uspešni filmski projekti (1993–2001)
Leta 1993 je Johnny Depp zaigral v treh različnih filmih, med drugim tudi v filmu Benny & Joon, za katerega si je prislužil drugo nominacijo za zlati globus v kategoriji za »najboljšega igralca - Filmski muzikal ali komedija«. Jeseni naslednjega leta je izšel z oskarjem nagrajeni film Ed Wood, biografski film o Edwardu D. Woodu, ml., v katerem je imel Johnny Depp poleg Martina Landauja in Sarah Jessice Parker glavno vlogo. To je bil njegov drugi film, pri katerem je sodeloval s Timom Burtonom; film naj bi po mnenju Johnnyja Deppa odražal razmerje med Timom Burtonom in igralcem Vincentom Priceom (oba sta z njim sodelovala pri filmu Edward Škarjeroki), ki naj bi bilo precej podobno razmerju Edwarda D. Wooda, ml. in Béle Lugosija. Kasneje je dejal, da je bil »po desetih minutah poslušanja reči o projektu že predan slednjemu.« V tistem času je bil igralec zelo potrt na snemanju filmov; s tem filmom pa je »dobil priložnost za ogrevanje in zabavo«; dejal je, da je sodelovanje z Martinom Landaujem »povrnilo mojo ljubezen do igranja«. Za njegovo vlogo v tem filmu so mu filmski kritiki dodelili predvsem pozitivne ocene; Janet Maslin iz revije The New York Times, na primer, je napisala, da je »dokazal«, da se lahko »uvrsti med enkratne igralce«. K temu je dodala še: »Depp zajame vse optimistične stvari, zaradi katerih je Ed Wood še vztrajal, zahvaljujoč ekstremno zabavni sposobnosti njegovega mnenja, da lahko na vsak oblak posije žarek sonca.« Za svoj nastop v tem filmu je bil Johnny Depp nominiran za tretji zlati globus. Naslednje leto je pozornost pritegnil s filmom Don Juan DeMarco (1995), kjer je poleg Faye Dunaway odigral glavno vlogo.
Leta 1997 je zaigral, režiral in napisal film The Brave, prvi film, ki ga je režiral ter prvi in zadnji film, za katerega je napisal tudi scenarij. Istega leta je poleg Ala Pachina zaigral eno izmed glavnih vlog v za oskarja nominirani kriminalni drami Mikea Newella, Donnie Brasco. Film je požel velik finančni uspeh in do danes po svetu zaslužil 83 milijonov $. Johnny Depp, oboževalec in dolgoletni prijatelj scenarista Hunterja S. Thompsona, je verzijo slednjega (preimenovano v Raoul Duke) zaigral v filmu Fear and Loathing in Las Vegas (1998), ki je temeljil na pisateljevem istoimenskem navidezno biografskem romanu. Kasneje se je Johnny Depp Hunterju S. Tomphsonu kot njegov menedžer pridružil na potovanju na eni izmed njegovih zadnjih knjižnih turnej.
Leta 1999 je Johnny Depp zaigral Ichaboda Cranea v filmu Tima Burtona, Brezglavi jezdec poleg Christine Ricci. Film Brezglavi jezdec je odražal boj Tima Burtona s hollywoodskim studijskim sistemom. Pri svojem nastopu v tem filmu se je zgledoval po igralcih, kot so Angela Lansbury, Roddy McDowall in Basil Rathbone. Johnny Depp je kasneje povedal: »Vedno sem menil, da je bil Ichabod zelo nežna, krhka oseba, ki je bil morda kar malce preveč ženstven, kot prestrašena majhna deklica.«
V naslednjih letih je imel manjše vloge v televizijskih serijah The Vicar of Dibley (1999) in The Fast Show (2000) ter odigral manj opažene vloge v filmih The Astronaut's Wife (1999), Deveta vrata (1999), Čokolada (2000), Preden se znoči (2000), Iz pekla (2001) in Solze življenja (2001). Leta 2001 je poleg Jordija Molle in Penélope Cruz zaigral Georgea Junga v zadnjem filmu Teda Demmeja, Snif. Film, ki je temeljil na knjigi Brucea Porterja iz leta 1993 z naslovom Blow: How a Small Town Boy Made $100 Million with the Medellín Cocaine Cartel and Lost It All, je govoril o življenju ameriškega tihotapca kokaina, Georgea Junga.
Filmski kritiki so njegove vloge v tistem času opisali kot vloge »ikonskih samotarjev«. Johnny Depp je dejal, da je bil ta del njegove kariere »poln studijsko opredeljenih napak« in filmov, ki so bili »finančno prekleti,« vendar je menil, da studiji niso nikoli razumeli filmov in niso opravili dobrega dela pri trženju slednjih. Johnny Depp je za igranje izbiral vloge, ki so se mu zdele zanimive in ne tistih, za katere so menili, da bodo požele velik finančni uspeh.

### Filmska serijaPirati s Karibov(2003–danes)
Leta 2003 je Disneyjev film Pirati s Karibov: Prekletstvo črnega bisera požel velik uspeh, nastop Johnnyja Deppa v filmu, kjer je igral kapitana Jacka Sparrowa, pa so tudi zelo hvalili. Šefi studija so bili na začetku nekoliko bolj ambivalentni, vendar je lik med filmsko javnostjo postal popularen. Po raziskavah podjetja Fandango je Johnny Depp pritegnil veliko večino občinstva. Režiser filma, Gore Verbinski, je dejal, da je njegov lik zelo odražal igralčevo osebnost, vendar je Johnny Depp sam povedal, da je lik oblikoval po kitaristu glasbene skupine Rolling Stones, Keithu Richardsu. Johnny Depp je bil naslednjega leta za svoj nastop v tem filmu nominiran za oskarja v kategoriji za »najboljšega igralca«.
Leta 2005 je bil ponovno nominiran za oskarja v kategoriji za »najboljšega igralca«, tokrat za svojo upodobitev J. M. Barrieja v filmu V iskanju dežele Nije (2004). Nato je leta 2005 zaigral Willyja Wonko v filmu Čarli in tovarna čokolade, kjer je ponovno sodeloval s Timom Burtonom. Njegove lasje v filmu so takrat oblikovali po vzoru frizure Anne Wintour. Film je bil finančno izredno uspešen, pa tudi s strani filmskih kritikov je prejemal v glavnem pozitivne ocene. Za svoj nastop v tem filmu je bil nominiran za zlati globus v kategoriji za »najboljšega igralca v filmskem muzikali ali komediji«. Gene Wilder, ki je vlogo Willyja Wonke zaigral v istoimenskem filmu iz leta 1971, je to verzijo filma na začetku kritiziral. Film Čarli in tovarna čokolade je izšel junija, septembra pa mu je sledil še en film Tima Burtona, Mrtva nevesta, kjer je Johnny Depp posodil glas liku Victorja Van Dorta. Producent Scott Rudin je o njunem sodelovanju nekoč povedal: »Johnny Depp pravzaprav upodobi Tima Burtona v vseh njegovih projektih«, saj naj bi Johnny Depp večkrat zaigral vloge v njegovih filmih, ki so temeljile na njem samem, vendar se Burton sam kasneje ni strinjal s tem komentarjem. Johnny Depp sam se z izjavo strinja.
Leta 2006 je Johnny Depp sodeloval pri izdelavi filma Gonzo: Photographs by Hunter S. Thompson, posthumnem življenjepisu njegovega velikega prijatelja in hkrati tudi vzornika, scenarista Hunterja S. Thompsona, ki so ga izdali preko spletne strani ammobooks.com. Johnny Depp je tudi plačal večji del pogreba za Hunterja S. Thompsona, vključno z ognjemetom in streljanjem njegovega pepela s topom v Aspenu, Colorado, kjer je Hunter S. Thompson živel. Istega leta je Johnny Depp poleg Keire Knightley in Orlanda Blooma ponovno upodobil lik kapitana Jacka Sparrowa v nadaljevanju filma Pirati s Karibov: Prekletstvo črnega bisera, filmu Pirati s Karibov: Mrtvečeva skrinja, ki se je premierno predvajal 7. junija leta 2006, v prvih treh dnevih od izida v Združenih državah Amerike pa je že zaslužil 135,5 milijona $, s čimer je podrl takratni rekord za najboljšo prodajo takoj po izidu ob koncu tedna. Za svoj nastop v filmu je s strani kritikov ponovno požel velik uspeh in celo prejel nagrado Empire Award v kategoriji za najboljšega igralca.
Naslednji film iz serije Pirati s Karibov, Na robu sveta, je izšel 24. maja leta 2007. Johnny Depp je dejal, da je Jack Sparrow »vsekakor velik del mene samega« in da želi vlogo zaigrati tudi v prihajajočih delih filma. Glas slednjemu je posodil tudi v videoigri Pirati s Karibov: Legenda o Jacku Sparrowu. Talent za mečevanje Johnnyja Deppa, pokazan ob upodabljanju vloge Jacka Sparrowa, je bil dokumentiran v dokumentarnem filmu Reclaiming the Blade. V filmu je učitelj mečevanja Bob Anderson delil svoje izkušnje sodelovanja z Johnnyjem Deppom pri koreografiji za film Pirati s Karibov: Prekletstvo črnega bisera. Bob Anderson, ki je učil tudi Errola Flynna, še enega slavnega hollywoodskega pirata, je sposobnosti Johnnyja Deppa z mečem opisal kot »dobre, kot so le lahko.«
Johnny Depp in Gore Verbinski sta producirala glasbeni album Rogues Gallery, Pirate Ballads, Sea Songs and Chanteys. Johnny Depp je leta 2007 zaigral glavno vlogo Sweeneyja Todda v filmu Tima Burtona, Sweeney Todd: Hudičev brivec. Za vlogo je prejel svojo drugo pomembnejšo nagrado, zlati globus v kategoriji za »najboljšega igralca - Filmski muzikal ali komedija«, bil pa je tudi tretjič nominiran za oskarja v kategoriji za »najboljšega igralca«.
V zahvalnem govoru ob sprejemu zlatega globusa se je Johnny Depp zahvalil združenju Hollywood Foreign Press Association in pohvalil Tima Burtona zaradi »neomajnega zaupanja in podpore«. Najprej mu je Tim Burton leta 2000 dal posnetek istoimenskega muzikala iz leta 1979. Čeprav ni bil oboževalec muzikalov, je nazadnje vzljubil zgodbo o zdravljenju. Petra Lorrea iz filma Mad Love (1935) je označil za glavno inspiracijo za njegovo upodobitev te vloge, pesmi za njegov lik pa je vadil med snemanjem filma Pirati s Karibov: Na robu sveta. Čeprav je nastopal v mnogih glasbenih skupinah, Johnny Depp na začetku ni bil prepričan, ali bo lahko ustvaril zvok za besedilo Stephena Sondheima. Posnel je demo posnetek in pri oblikovanju svojih vokalov sodeloval z Bruceom Witkinom, in ne s priznanim učiteljem petja. V sekciji Ocena DVD-ja je novinar Chris Nashawaty iz revije Entertainment Weekly filmu dodelil oceno 5-, pri čemer je dodal: »Zaradi Deppovega visokega glasu se začneš spraševati, katere druge trike je še skrival … Ob opazovanju Deppa kot brivca, ki vihti svoje britvice … se težko ne spomniš na Edwarda Škarjerokega, besno oblikovanje žive meje v živalskih laseh zadnjih osemnajstih letih … in vse pretkane lepote, ki bi jih zamudili, če se [Tim Burton in Johnny Depp] ne bi nikoli spoznala.«
Johnny Depp je potem, ko je igralec umrl, poleg Judea Lawa in Colina Farrella zaigral bivši lik Heatha Ledgerja v filmu The Imaginarium of Doctor Parnassus (2009). Vsi trije igralci so svoj zaslužek iz filma darovali hčerki Heatha Ledgerja, Matildi. Poleti istega leta je imel poleg Christiana Balea in Marion Cotillard zaigral lik bančnega roparja Johna Dillingerja v filmu Državni sovražniki (2009), naslednjega leta pa je ob Angelini Jolie zaigral v filmu Turist (2010), za katerega je bil desetič nominiran za zlati globus. Upodobil je tudi Norega klobučarja v filmu Alica v čudežni deželi (2010) poleg Helene Bonham Carter, Anne Hathaway in Alana Rickmana in glavni lik v animiranem filmu Rango (2011). V filmu Alica v čudežni deželi je ponovno sodeloval s Timom Burtonom, ki ga je v knjigi z intervjuji, Burton on Burton, opisal kot »brata, prijatelja … in pogumno dušo.« Leta 2011 je izšel še četrti del iz serije filmov Pirati s Karibov, Z neznanimi tokovi, v katerem sta poleg njega zaigrala še Penélope Cruz in Ian McShane.

### Prihajajoče vloge
Johnny Depp bo z režiserjem filma Pirati s Karibov: mrtveci ne pripovedujejo zgodbi, Robom Marshallom, sodeloval tudi na filmu The Thin Man. Pojavil se bo tudi v filmski verziji knjige Hunterja S. Thompsona, The Rum Diary, kjer bo upodobil Paula Kempa, glavni lik. Leta 2007 je sprejel ponudbo podjetja Warner Bros. za snemanje filma, ki je temeljil na gotski telenoveli Dark Shadows, ki se je na kanalu ABC predvajala med letoma 1966 in 1971. Že kot otrok je bil namreč oboževalec te serije. Skupaj s Grahamom Kingom bo produciral film z Davidom Kennedyjem, ki je vodil podjetje Dan Curtis Productions, Inc. dokler ni umrl. Zaigral bo tudi Tonta v filmu Lone Ranger. Johnny Depp bo produciral tudi film Hugo Cabret, ki temelji na dokumentarnem filmu The Invention of Hugo Cabret o Keithu Richardsu ter se na kratko pojavil v filmu Jack & Jill. Za kratek čas bo zaigral tudi v filmski upodobitvi serije 21 Jump Street, v kateri je igral v poznih osemdesetih. Zaigral in produciral bo tudi upodobitev stripov Rex Mundi.

## Ostali interesi

### Glasba
Kot kitarist je Johnny Depp posnel samostojni album, igral diapozitivno kitaro na pesmi »Fade In-Out« glasbene skupine Oasis iz njihovega albuma Be Here Now (1997) ter na pesmi »Fade Away (verzija Warchildov)« (B-stran singla »Don't Go Away«). Zaigral je tudi akustično kitaro na soundtrackih za svoja filma Čokolada in Bilo je nekoč v Mehiki. Je prijatelj Shanea MacGowana, člana glasbene skupine The Pogues, in sodeloval tudi pri njegovem prvem samostojnem glasbenem albumu. Bil je tudi član glasbene skupine P, ki je vključevala tudi pevca glasbene skupine Butthole Surfers, Gibby Haynes in basista glasbene skupine Red Hot Chili Peppers, Flea. Pojavil se je v videospotu glasbene skupine Tom Petty & The Heartbreakers za pesem »Into the Great Wide Open«.

### Restavracije in vinogradi
Johnny Depp in Vanessa Paradis gojita grozdje in imata naprave za izdelave vina na njunem vinogradu v Plan-de-la-Touru, na severu francoskega mesta Saint-Tropez.  Poznan je po ljubezni do francoskih vin; med njegovimi najljubšimi vini so vina znamk Bordeaux, Château Calon-Ségur, Château Cheval Blanc, Château Pétrus in Burgundy Domaine de la Romanée-Conti. V intervjuju z revijo Madame Figaro je dejal: »S temi vini dosežeš nirvano.« Skupaj s Seanom Pennom, Johnom Malkovichem in Mickom Hucknallom ima v lasti pariško restavracijo /bar Man Ray blizu Champs-Élyséesa.

## Zasebno življenje

### Družina in razmerja
Od leta 1998 do leta 2012, po razmerju z britansko manekenko Kate Moss, je bil Johnny Depp partner francoske igralke in pevke Vanesse Paradis, ki jo je spoznal na snemanju filma Deveta vrata.
Par ima dva otroka. Hčerka Lily-Rose Melody Depp se je rodila 27. maja 1999, sin John »Jack« Christopher Depp III pa 9. aprila 2002. Leta 2007 si je njegova hčerka opomogla od resne bolezni, okužbe z E. colijem, zaradi katere so njene ledvice prenehale delovati. Deklica je morala nekaj časa ostati v bolnišnici. Da bi se zahvalil bolnišnici Great Ormond Street, jo je Johnny Depp novembra 2007 obiskal, našemljen v kapitana Jacka Sparrowa in otrokom štiri ure bral pravljice. Zgodaj leta 2008 je bolnišnici doniral 1 milijon £ (okoli 2 milijona $).
Čeprav se Johnny Depp ni ponovno poročil, je dejal, da je do svojima otrokoma »resnično predan, predstavljata mi pomembno točko v mojem življenju, v mojem delu, povsod, kjer moram tudi ostati.«
Takšne globoke ljubezni, kakršno izkazuješ svojim otrokom, ne moreš načrtovati. Očetovstvo ni zavestna odločitev. Je del mojega čudovitega potovanja. To je bila usoda; kismet. Vse skupaj se končno ujema.
Družina živi v Meudonu, predmestju Pariza, Los Angelesu, otoku, ki so ga kupili na Bahamih ali v svoji vili, ki so jo kupili v Le Plan-de-la-Touru, majhnem mestu dvajset kilometrov od Saint-Tropeza, južna Francija. Johnny Depp ima v lasti tudi vinograd v okolici Le Plan-de-la-Toura, ki ga je kupil leta 2007.

### Težave z legalnostjo
Leta 1994 je policija aretirala in izvprašala Johnnyja Deppa, saj naj bi hudo poškodoval svojo sobo v hotelu v New York Cityju.
Leta 1999 so ga ponovno aretirali, tokrat zaradi pretepa s paparazzom zunaj restavracije v Londonu, kjer je večerjal z Vanesso Paradis.

### Tatuji
Johnny Depp ima trinajst tatujev, veliko izmed njih pa je posvečenih določeni osebi ali dogodku v njegovem življenju. Nekateri izmed teh tatujev so tudi profil ameriškega staroselca in napis »Wino Forever« (na začetku je pisalo »Winona Forever«, vendar si je tatu po razhodu z Winono Ryder spremenil) na njegovem desnem bicepsu, napis »Lily-Rose« (ime njegove hčere) ob srcu, napis »Betty Sue« (ime njegove mame) na njegovem levem bicepsu ter vrabca, ki leti čez neko vodo z besedo »Jack« (ime njegovega sina; vrabec, ki leti proti vodi in ne stran od nje, je po vsej verjetnosti neke vrste posvetilo njegovemu liku Jacku Sparrowu iz filmske serije Pirati s Karibov [»vrabec« v angleščini namreč pomeni »sparrow«]) na desni podlakti.

### Nenapovedan pojav na snemanju
8. oktobra 2010 se je Johnny Depp nenapovedano pojavil na londonski primarni šoli, blizu lokacije snemanja filma Pirati s Karibov: Z neznanimi tokovi. Šolo je obiskal oblečen v Jacka Sparrowa, in sicer zato, ker je prejel pismo enega izmed učencev, v katerem ga je prosil, naj mu pomaga pri razrednem uporu.

## Kontroverznost

### Izjave o ZDA
Leta 2003 so se izjave Johnnyja Deppa o Združenih državah Amerike pojavile v nemški reviji Stern. V komentarju naj bi dejal: »Amerika je neumna, je nekaj takega, kot neumen kužek, ki ima velike zobe  — nekaj, kar lahko grize in te poškoduje, nekaj agresivnega.« Čeprav je kasneje dejal, da ga je novinar revije narobe razumel in da so povedano vzeli iz konteksta, je revija Stern vztrajala pri svojem, tako kot spletna stran CNN.com po opravljenem ekskluzivnem intervjuju z njim. Novinar kanala CNN je dodal, da bi Johnny Depp rad videl, da bi njegovi otroci »Ameriko videli kot igračo, polomljeno igračo. Malo raziskujemo, malo preverimo, dobimo nek občutek, nato pa izginemo.« 17. julija 2006 je verzija revije Newsweek ponovno objavila izjavo, v kateri je Johnny Depp ZDA označil za »neumnega kužka«, dobesedno citirano iz pisma, poslanega reviji. Johnny Depp se tudi ni strinjal z mediji, ki so menili, da bi »rad postal Evropejec« in dejal, da v Evropi živi le zato, ker mu je všeč njegovo anonimno življenje v Franciji in tamkajšnji preprostejši način življenja.

## Nagrade in nominacije
Johnny Depp je za svoja dela prejel nagrade, kot so London Film Critics Circle Award (1996), Russian Guild of Film Critics Award (1998), Screen Actors Guild Award (2004) in zlati globus (2008) v kategoriji za »najboljšega igralca«. Na podelitvi nagrad MTV Movie Awards leta 2008 je prejel nagrado v kategoriji za »najboljšega zlobneža« za svojo upodobitev Sweeneyja Todda ter v kategoriji za »najboljši komični nastop« za svojo upodobitev Jacka Sparrowa. Nominiran je bil tudi za tri oskarje, leta 2004 za svoj nastop v filmu Pirati s Karibov: Prekletstvo črnega bisera (2003), leta 2005 za svoj nastop v filmu V iskanju dežele Nije (2004), leta 2008 pa za svoj nastop v filmu Sweeney Todd: Hudičev brivec (2007). Svoj prvi zlati globus je prejel leta 2008 za nastop v filmu Sweeney Todd: Hudičev brivec.

## Filmografija

### Filmi
| Leto | Naslov                                      | Vloga                           | Opombe |
| ---- | ------------------------------------------- | ------------------------------- | --- |
| 1984 | A Nightmare on Elm Street                   | Glen Lantz                      | |
| 1985 | Zasebno letovišče                           | Jack Marshall                   | |
| 1986 | Vod smrti                                   | Specialist Gator Lerner         | |
| 1990 | Cry-Baby                                    | Wade »Cry-Baby« Walker          | |
| 1990 | Edward Škarjeroki                           | Edward Škarjeroki               | Nominiran — Zlati globus za najboljšega igralca – Glasbeni film ali komedija |
| 1991 | Freddy's Dead: The Final Nightmare          | Najstnik na TV-ju               | Cameo (kot Oprah Noodlemantra) |
| 1993 | Kaj žre Gilberta Grapa?                     | Gilbert Grape                   | |
| 1993 | Benny & Joon                                | Sam                             | Nominiran — Zlati globus za najboljšega igralca – Glasbeni film ali komedija |
| 1993 | Arizona Dream                               | Axel Blackmar                   | |
| 1994 | Ed Wood                                     | Edward D. Wood, Jr.             | London Film Critics Circle Award za najboljšega igralca (tudi za Don Juan DeMarco) Nominiran — Zlati globus za najboljšega igralca – Glasbeni film ali komedija |
| 1995 | Pravi trenutek                              | Gene Watson                     | |
| 1995 | Dead Man                                    | William Blake                   | |
| 1995 | Don Juan DeMarco                            | Don Juan/John R. DeMarco        | London Film Critics Circle Award za najboljšega igralca (tudi za Ed Wood) |
| 1996 | Faca Cannesa                                | On                              | |
| 1997 | Donnie Brasco                               | Donnie Brasco/Joseph D. Pistone | Nominiran — Chlotrudis Award za najboljšega igralca |
| 1997 | The Brave                                   | Raphael                         | Nominiran — Nagrada filmskega festivala v Cannesu za najboljšega igralca |
| 1998 | Fear and Loathing in Las Vegas              | Raoul Duke                      | igra Hunterja S. Thompsona |
| 1998 | L.A. Without a Map                          | On/William Blake                | Cameo |
| 1999 | Brezglavi jezdec                            | Ichabod Crane                   | Nominiran — Satellite Award za najboljšega igralca - Glasbeni film ali komedija Nominiran — Saturn Award za najboljšega igralca |
| 1999 | The Astronaut's Wife                        | Spencer Armacost                | |
| 1999 | Deveta vrata                                | Dean Corso                      | |
| 2000 | Čokolada                                    | Roux                            | Nominiran — Screen Actors Guild Award za izstopajoči nastop igralske zasedbe v filmu |
| 2000 | Preden se znoči                             | Poročnik Victor, Bon Bon        | |
| 2001 | Iz pekla                                    | Frederick Abberline             | Nominiran — Saturn Award za najboljšega igralca |
| 2001 | Solze življenja                             | Cesar                           | (omejena izdaja) |
| 2001 | Snif                                        | George Jung                     | |
| 2003 | Bilo je nekoč v Mehiki                      | Sheldon Sands                   | Nominiran — Satellite Award za najboljšega stranskega igralca – Film |
| 2003 | Pirati s Karibov: Prekletstvo črnega bisera | Kapitan Jack Sparrow            | Empire Award za najboljšega igralca Irish Film Award za najboljšega mednarodnega igralca MTV Movie Award za najboljši moški nastop MTV Movie Award (Mehika) za najboljši videz Screen Actors Guild Award za najboljši nastop moškega igralca v glavni vlogi Nominiran — Oskar za najboljšega igralca Nominiran — BAFTA Award za najboljšega igralca v glavni vlogi Nominiran — Broadcast Film Critics Association Award za najboljšega igralca Nominiran — Chicago Film Critics Association Award za najboljšega igralca Nominiran — Zlati globus za najboljšega igralca – Glasbeni film ali komedija Nominiran — Online Film Critics Society Award za najboljšega igralca Nominiran — Phoenix Film Critics Society Award za najboljšega igralca Nominiran — Satellite Award za najboljšega igralca – Glasbeni film ali komedija Nominiran — Saturn Award za najboljšega igralca Nominiran — Washington D.C. Area Film Critics Association Award za najboljšega igralca |
| 2004 | Happily Ever After                          | L'inconnu                       | Cameo |
| 2004 | V iskanju dežele Nije                       | J. M. Barrie                    | People's Choice Award za najljubšo moško filmsko zvezdo Nominiran — Oskar za najboljšega igralca Nominiran — BAFTA Award za najboljšega igralca v glavni vlogi Nominiran — Broadcast Film Critics Association Award za najboljšega igralca Nominiran — Empire Award za najboljšega igralca Nominiran — Zlati globus za najboljšega igralca – Drama Nominiran — London Film Critics Circle Award za najboljšega igralca Nominiran — Satellite Award za najboljšega igralca – Filmska drama Nominiran — Saturn Award za najboljšega igralca Nominiran — Screen Actors Guild Award za izstopajoči nastop moškega igralca v glavni vlogi Nominiran — Screen Actors Guild Award za izstopajoči nastop igralske zasedbe v filmu |
| 2004 | Skrivnostno okno                            | Mort Rainey                     | |
| 2004 | The Libertine                               | John Wilmot                     | Nominiran — British Independent Film Award za najboljšega igralca |
| 2005 | Čarli in tovarna čokolade                   | Willy Wonka                     | Empire Award za najboljšega igralca People's Choice Award za najljubšega filmskega igralca Nominiran — Zlati globus za najboljšega igralca – Glasbeni film ali komedija Nominiran — Irish Film Award za najboljšega mednarodnega igralca Nominiran — London Film Critics Circle Award za najboljšega igralca |
| 2005 | Mrtva nevesta                               | Victor Van Dort                 | Glas |
| 2006 | Pirati s Karibov: Mrtvečeva skrinja         | Kapitan Jack Sparrow            | Empire Award za najboljšega igralca MTV Movie Award za najboljši nastop People's Choice Award za najljubšega moškega akcijskega zvezdnika People's Choice Award za najljubšega moškega filmskega zvezdnika People's Choice Award za najljubši par na ekranu (skupaj s Keiro Knightley) Nominiran — Zlati globus za najboljšega igralca – Glasbeni film ali komedija Nominiran — National Movie Award za najboljši nastop – Moški |
| 2007 | Pirati s Karibov: Na robu sveta             | Kapitan Jack Sparrow            | Kid's Choice Award za najljubšega moškega igralca MTV Movie Award za najljubši komični nastop People's Choice Award za najljubšo moško filmsko zvezdo Teen Choice Award za izbiro filmskega igralca: Akcijska avantura |
| 2007 | Sweeney Todd: Hudičev brivec                | Sweeney Todd/Benjamin Barker    | Zlati globus za najboljšega igralca – Glasbeni film ali komedija MTV Movie Award za najljubšega zlobneža National Movie Award za najboljši nastop – Moški Nominiran — Oskar za najboljšega igralca Nominiran — Broadcast Film Critics Association Award za najboljšega igralca Nominiran — Saturn Award za najboljšega igralca |
| 2009 | Državni sovražniki                          | John Dillinger                  | Nominiran — Satellite Award za najboljšega igralca - Filmska drama |
| 2009 | The Imaginarium of Doctor Parnassus         | Tony (1. transformacija)        | |
| 2010 | Alica v čudežni deželi                      | Nori klobučar                   | Kids' Choice Award za najljubšega filmskega igralca People's Choice Award za najljubšega filmskega igralca (tudi za Turist) Nominiran — Zlati globus za najboljšega igralca v glasbenem filmu ali komediji Nominiran — MTV Movie Award za globalno superzvezdništvo Nominiran — National Movie Award za najboljši nastop Nominiran — Teen Choice Award za najboljšega fantazijskega igralca |
| 2010 | Turist                                      | Frank Tupelo/Alexander Pearce   | People's Choice Award za najljubšega filmskega igralca (tudi za Alica v čudežni deželi) Nominiran — Zlati globus za najboljšega igralca v glasbenem filmu ali komediji |
| 2011 | Rango                                       | Rango                           | Glas |
| 2011 | Pirati s Karibov: Z neznanimi tokovi        | Kapitan Jack Sparrow            | |
| 2011 | The Rum Diary                               | Paul Kemp                       | |
| 2011 | Jack & Jill                                 |                                 | cameo v snemanju |
| 2012 | 21 Jump Street                              | Tom Hanson                      | cameo v snemanju |
| 2012 | Dark Shadows                                | Barnabas Collins                | V snemanju |
| 2013 | »The Lone Ranger«                           | Tonto                           | |
| 2014 | »Transcendence«                             | Will                            | |
| 2014 | »Tusk«                                      | Guy Lapointe                    | |
| 2014 | »Into the Woods«                            | Wolf                            | |
| 2015 | »Mortdecai«                                 | Charlie Mortdecai               | |
| 2015 | »Black Mass«                                | Whitey Bulger                   | |
| 2015 | »Yoga Hosers«                               | Guy Lapointe                    | |
| 2016 | Alica v čudežni deželi 2                    | Nori klobučar                   | |
| 2017 | Pirati s Karibov 5                          | Kapitan Jack Sparrow            | |

### Režiser
| Leto | Naslov                     | Opombe      |
| ---- | -------------------------- | ----------- |
| 1992 | Stuff                      | Kratki film |
| 1997 | The Brave                  |             |
| 2011 | Keith Richards Documentary | V snemanju  |

### Dokumentarni filmi
| Leto | Naslov                                             | Vloga          | Opombe            |
| ---- | -------------------------------------------------- | -------------- | ----------------- |
| 1999 | The Source                                         | Jack Kerouac   |                   |
| 2002 | Lost in La Mancha                                  | On             | Nedokončana vloga |
| 2006 | Deep Sea 3D                                        | Pripovedovalec |                   |
| 2007 | Runnin' Down A Dream                               | On             |                   |
| 2008 | Gonzo: The Life and Work of Dr. Hunter S. Thompson | Pripovedovalec |                   |
| 2010 | When You're Strange                                | Pripovedovalec |                   |

### Glasba
| Leto | Naslov                       | Pesmi |
| ---- | ---------------------------- | --- |
| 2000 | Čokolada                     | »Minor Swing«, »They're Red Hot«, »Caravan« |
| 2003 | Bilo je nekoč v Mehiki       | »Sands' Theme« |
| 2007 | Sweeney Todd: Hudičev brivec | »No Place Like London«, »My Friends«, »Pirelli's Miracle Elixir«, »Pretty Women«, »Epiphany«, »A Little Priest«, »Johanna (akt II)«, »By The Sea«, »The Judge's Return«, »Final Scene (1. del)«, »Final Scene (2. del)« |

### Producent
| Leto | Naslov        | Opombe          |
| ---- | ------------- | --------------- |
| 2011 | The Rum Diary | post-production |
| 2011 | Hugo Cabret   | V snemanju      |

### Televizija
| Leto      | Naslov              | Vloga                           | Opombe                                                              |
| --------- | ------------------- | ------------------------------- | ------------------------------------------------------------------- |
| 1985      | Lady Blue           | Lionel Viland                   | Epizoda: »Beasts of Prey«                                           |
| 1986      | Slow Burn           | Donnie Fleischer                | TV film                                                             |
| 1987–1991 | 21 Jump Street      | Oficir Thomas »Tom« Hanson, ml. | TV serija (57 epizod)                                               |
| 1987      | Hotel               | Rob Cameron                     | Epizoda: »Unfinished Business«                                      |
| 1999      | The Vicar of Dibley | On                              | Epizoda: »Celebrity Party«                                          |
| 2000      | The Fast Show       | On                              | Epizoda: »The Last Ever Fast Show«                                  |
| 2004      | King of the Hill    | Yogi Victor (glas)              | Epizoda: »Hank’s Back (AKA The Unbearable Lightness of Being Hank)« |
| 2009      | Spuži Kvadratnik    | Jack Kahuna Laguna (glas)       | Epizoda: »SpongeBob vs. The Big One«                                |

### Scenarist
| Leto | Naslov    |
| ---- | --------- |
| 1997 | The Brave |